# (37013) 2000 TA54
2000 TA54 (asteroide 37013) é um asteroide da cintura principal. Possui uma excentricidade de 0.16729180 e uma inclinação de 1.75033º.
Este asteroide foi descoberto no dia 1 de outubro de 2000 por LINEAR em Socorro.